# André Stassart
André Stassart (Charleroi, 29 september 1937) is een Belgisch voormalig voetballer die speelde als verdediger. Hij voetbalde in Eerste klasse bij Racing White en speelde vijf interlandwedstrijden met het Belgisch voetbalelftal. Stassart was gekend als een harde werker en om zijn onverzettelijkheid.

## Loopbaan
Stassart doorliep de jeugdreeksen bij Gosselies Sports en debuteerde in 1954 in het eerste elftal dat op dat moment in Eerste provinciale van de provincie Henegouwen speelde. In 1962 promoveerde de ploeg naar Bevordering waar de ploeg de 12e plaats behaalde in de eindrangschikking en hij zes doelpunten maakte in dertig wedstrijden.
In 1963 werd Stassart aangetrokken door toenmalig Tweedeklasser Crossing Molenbeek, waar hij na een seizoen met dertig wedstrijden en twee doelpunten al vertrok naar de ambitieuze Brusselse fusieploeg Racing White AC die het jaar voordien ontstond uit de fusie van White Star AC en Racing Club Brussel. Stassart verwierf onmiddellijk een basisplaats in de ploeg waarin eveneens Robert Waseige en Alfons Haagdoren speelden. De ploeg werd na het einde van het seizoen kampioen in Tweede klasse en promoveerde naar de hoogste nationale reeks. De eerste vier seizoenen in Eerste klasse eindigde de ploeg telkens in de tweede helft van de eindrangschikking. Stassart viel wel op als een harde werker en door zijn onverzettelijkheid.
Op 28 oktober 1967 maakte Stassart zijn debuut in het Belgisch voetbalelftal in de uitwedstrijd tegen Frankrijk die op een gelijkspel eindigde. Enkele maanden nadien werd hij nogmaals opgesteld in de thuiswedstrijd tegen Duitsland die met 1-3 werd verloren. Het betekende eveneens het voorlopige einde van de internationale carrière van Stassart.
Op clubniveau ging het steeds beter. De ploeg had zich ondertussen versterkt met Jean Dockx, Gerard Bergholtz, Jacques Teugels en Maurice Martens en speelde in 1969 de bekerfinale tegen Lierse SK die verloren werd met 2-0. In de competitie eindigde de ploeg met als trainer Felix Week in 1970 op de achtste plaats en in 1971 op de vijfde plaats in de eindrangschikking.
Stassart kreeg in 1971 een nieuwe kans in de nationale ploeg en speelde op 34-jarige leeftijd nog drie wedstrijden voor het Belgisch elftal. In totaal werd hij zevenmaal geselecteerd en speelde hij vijf wedstrijden voor de nationale ploeg.
In 1972 eindigde Racing White op de vierde plaats in de Belgische competitie, een plaats die recht gaf op deelname aan de UEFA Cup. Stassart zette op dat moment echt een punt achter zijn loopbaan op het hoogste niveau. In totaal speelde hij 170 wedstrijden in Eerste klasse en 30 in tweede voor Racing White AC.
Stassart ging nog een seizoen bij toenmalig Tweedeklasser Sporting Charleroi spelen en speelde er dertien wedstrijden. De ploeg, die enkele seizoenen eerder uit de hoogste afdeling gedegradeerd was, eindigde op het einde van het seizoen op de derde plaats. In 1973-1974 speelde Stassart nog een seizoen bij toenmalig Provincialer FC Farciennes om dan de schoenen definitief aan de haak te hangen.
Na zijn spelersloopbaan was Stassart tot 1990 voorzitter van Gosselies Sports, de ploeg waar zijn voetbalcarrière begon.